# Unlauterer Wettbewerb
Als unlauteren Wettbewerb bezeichnet man im Wettbewerbsrecht eine bestimmte Form des Rechtsbruchs. Unlauterer Wettbewerb liegt dann vor, wenn das Verhalten von Unternehmen und Organisationen im wirtschaftlichen Wettbewerb gegen die guten Sitten verstößt. Unlauterer Wettbewerb führt daher zu Unterlassungs- und Schadensersatzansprüchen.

## Regelung in Deutschland
Das deutsche Gesetz gegen den unlauteren Wettbewerb (UWG) ist eine historisch gewachsene Rechtsnorm, die Mitbewerber, Verbraucher und sonstige Marktteilnehmer vor unlauterem Wettbewerb schützen soll und dabei dem Interesse der Allgemeinheit an unverfälschtem Wettbewerb Rechnung trägt.

### Grundsatz (Generalklausel)
Unlauterkeit ist in Paragraph 3 UWG definiert: „Geschäftliche Handlungen, die sich an Verbraucher richten oder diese erreichen, sind unlauter, wenn sie nicht der unternehmerischen Sorgfalt entsprechen und dazu geeignet sind, das wirtschaftliche Verhalten des Verbrauchers wesentlich zu beeinflussen.“

### Tatbestände
Normadressaten des UWG sind alle Personen des privaten und öffentlichen Rechts. Die Tatbestände des unlauteren Wettbewerbs sind in den §§ 4 bis § 7 UWG beschrieben. Dazu gehören die Herabsetzung von Mitbewerbern, aggressive und irreführende geschäftliche Handlungen, vergleichende Werbung und die unzumutbare Belästigung von Marktteilnehmern. Bei der Beurteilung von geschäftlichen Handlungen gegenüber Verbrauchern ist auf den durchschnittlichen Verbraucher oder, wenn sich die geschäftliche Handlung an eine bestimmte Gruppe von Verbrauchern wendet, auf ein durchschnittliches Mitglied dieser Gruppe abzustellen (§ 3 Abs. 4 UWG). Die im Anhang zu § 3 Abs. 3 UWG aufgeführten geschäftlichen Handlungen gegenüber Verbrauchern sind stets unzulässig.
Beispiele sind:
- besonders aggressive Verkaufsmethoden,
- Bestechung (ausgenommen sind selbständige Unternehmer),
- Irreführung,
- Laienwerbung, wie z. B. Schneeball- oder Pyramidensystem gem. Nr. 14 des Anhangs zu § 3 Abs. 3 UWG: Progressive Kundenwerbung (Schneeballsystem, Pyramidensystem); Multi-Level-Marketing (Netzwerk-Marketing), bei denen der Werber zur gesteigerten Abnahme von mehr Produkten bzw. Dienstleistungen durch das Versprechen besonderer Vorteile für den Fall, dass er weitere Abnehmer zum Abschluss gleichartiger Geschäfte gewinnt, veranlasst wird[2].
- Lockvogelangebote,
- Nachahmung,
- Nichteinhaltung von Arbeitsbedingungen,
- Produktzugabe,
- Titelberühmung (wer einen Titel oder eine Berufsbezeichnung verwendet, ohne diese rechtmäßig erworben zu haben);
- Vergleichende Werbung, wenn sie nicht sachlich wahr ist und ein unrichtiger oder irreführender Gesamteindruck entsteht.
- Verleitung zur Vertragsverletzung,
- Verletzung von Betriebs- und Geschäftsgeheimnissen,
- Verschleierung der Identität,
- Verunglimpfung,
- Verwertung fremder Leistungen als eigene,
- Verwendung missbräuchlicher Geschäftsbedingungen (AGB) oder
- Verstoß gegen die Preisauszeichnungspflicht.

Siehe dazu auch das Urteil des Europäischen Gerichtshofs im Artikel Fernabsatzrecht.
Nicht unlauter sind auf Lebensmittelverpackungen abgebildete Serviervorschläge, da sie nicht dazu geeignet sind, das wirtschaftliche Verhalten eines verständigen Verbrauchers wesentlich zu beeinflussen (§ 3 Abs. 2 UWG).

## Regelung in Österreich
Auch in der Republik Österreich wurde ein Gesetz gegen den unlauteren Wettbewerb (UWG) beschlossen. Der Geschädigte kann auf Unterlassung und/oder Schadensersatz klagen. Auch weitere Regelungen sind der deutschen Rechtspraxis nicht unähnlich.

## Regelung in der Schweiz
Gemäß Artikel 1 des Gesetzes gegen den Unlauteren Wettbewerb (UWG) ist das Ziel, „den lauteren und unverfälschten Wettbewerb im Interesse aller Beteiligten zu gewährleisten“ (UWG, Art. 1). Das Erste Gesetz dazu trat 1945 in Kraft. Eine Expertenkommission unter der Leitung eines Herrn Pfister vom Bundesamt für Industrie, Gewerbe und Arbeit führte schon im Oktober 1930 Beratungen zu einem Vorentwurf von Professor Germann (Basel).

### Grundsatz (Generalklausel)
Unlauter und widerrechtlich ist gemäß dem Grundsatz in Artikel 2 UWG, „jedes täuschende oder in anderer Weise gegen den Grundsatz von Treu und Glauben verstoßende Verhalten oder Geschäftsgebaren, welches das Verhältnis zwischen Mitbewerbern oder zwischen Anbietern und Abnehmern beeinflusst“ (UWG, Art. 2).

### Klageberechtigung
Aus dem UWG ergibt sich einerseits eine direkte Klageberechtigung für direkt oder indirekt vom unlauteren Wettbewerb eines Mitbewerbers betroffene Personen, andererseits bietet die Aktivlegitimation berechtigten Dritten (z. B. Bund, wichtige Branchenverbände) die Möglichkeit, den Anspruch auf die Eröffnung eines Verfahrens zu stellen. Direkt (Unternehmen / Geschäftsführer) oder indirekt (Angestellte / Kunden) vom unlauteren Wettbewerb betroffene Personen können einen Anspruch erheben:
- auf Beseitigung des unlauteren Verhaltens,
- auf gerichtliche Feststellung des unlauteren Wettbewerbs,
- auf die Herausgabe des durch das unlautere Verhalten erzielten Gewinns,
- auf Schadenersatz,
- bei besonders schwerer Verletzung der persönlichen Verhältnisse auf Genugtuung,
- auf Unterlassung.
- auf die Veröffentlichung (Publizität) des Urteils in vom Richter zu bestimmenden Umfang.

Im Gegensatz zur Gewinnherausgabe muss für eine erfolgreiche Geltendmachung des Schadenersatzes ein schuldhaftes Verhalten gegeben sein, und dieses Verhalten muss gemäß dem Grundsatz des adäquaten Kausalzusammenhangs dazu geeignet sein, im gewöhnlichen Lauf der Dinge, ein entsprechendes Resultat zu erzielen. Weiterhin muss dem Kläger ein nachweisbarer Schaden entstanden sein.
Weiterhin kann nach Glaubhaftmachung eines drohenden, nicht wiedergutzumachenden Schadens, eine Sofortmaßnahme ergriffen und ggf. sogar superprovisorisch (ohne Anhörung der Gegenseite) vom Richter die Unterlassung und Beseitigung der unlauteren Situation verhängt werden.